# Линия Брод-стрит
Ли́ния Брод-стрит (англ. Broad Street Line, также ора́нжевая ве́тка) — линия метрополитена Филадельфии, проходящая преимущественно под одноимённой улицей с севера города на юг. Ветка находится в муниципальном владении и обслуживается транспортной корпорацией СЕПТА. На транспортной схеме отображается оранжевым цветом.

## Описание
Практически по всей своей протяжённости оранжевая ветка проходит под улицей Брод (между южной конечной «Эн-Ар-Джи» и второй с севера станцией ТПУ «Олни») с двумя исключениями:
- после ТПУ «Олни» линия совершает крутой поворот на восток к северной конечной станции ТПУ «Ферн-Рок»;
- от станции «Фэирмаунт» на юго-восток идёт ответвление под Ридж-Авеню и 8 улицей до пересечения оной с улицей Маркет, на котором расположены две станции: «Чайнатаун» и «Эйт-стрит» («8 улица»). Участок между этими двумя станциями под 8 улицей идёт параллельно основной ветке.

Между северной конечной ТПУ «Ферн-Рок» и «Уолнат-Локуст» линия четырёхпутна, далее к югу она становится двухпутной, и она также двухпутна на ответвлении до 8 улицы.

### Подвижной состав
На линии используются стальные вагоны B-IV («Б-4») производства японской компании Kawasaki, построенные с 1981 по 1983 год. Всего было сооружено 125 единиц, большинство из которых промежуточные. Головные вагоны существуют в двух вариантах: с кабиной машиниста только с одной стороны или с обеих.

#### Маршрутная навигация
Характерной чертой подвижного состава оранжевой линии является применённая на нём система маршрутной навигации для обозначения начальной и конечной станций, а также текущего маршрута состава. Специальные табло вмонтированы в оконные проёмы (по одному с каждой стороны вагона) и видны как изнутри поезда, так и снаружи.
Табло представляет из себя сетку в 4 ряда и 3 колонки: три верхних ряда ячеек указывают станции, а нижний — тип маршрута. Обычно у поезда подсвечены три ячейки: две станционных и одна маршрутная.
| OLNEY   | 8th-MARKET | FERN ROCK |
| SOUTH   | NRG        | ERIE      |
| SNYDER  | WALNUT     | GIRARD    |
| SPECIAL | LOCAL      | EXPRESS   |

## Эксплуатация
На оранжевой ветке работают четыре маршрута:
- Локальный (Local): поезда следуют между «Эн-Ар-Джи» (южная конечная) и ТПУ «Ферн-Рок» (северная конечная), останавливаются на каждой станции, используют крайние пути на четырёхпутном участке линии. Цвет маячка — белый;
- Экспресс (Express): поезда следуют между «Уолнат-Локуст» и ТПУ «Ферн-Рок» только по будням, останавливаются лишь на некоторых станциях, используют внутренние пути на четырёхпутном участке. Цвет маячка — зелёный;
- Ответвление Брод-Ридж (Broad-Ridge Spur): следуют от ТПУ «Ферн-Рок» до станции «Фэирмонт» с некоторыми остановками по тем же путям, что и экспресс, а далее поворачивают на юго-восток до станции «Эйт-стрит». Цвет маячка — жёлтый;
- Специальный (Special): следует по маршруту экспресса, однако после «Уолнат-Локуст» без остановок идёт до южной конечной «Эн-Ар-Джи» во время спортивных или развлекательных мероприятий, происходящих на одноимённом стадионе. Цвет маячка — синий.